# Biserica de lemn „Sfântul Ioan” din Iliciovca
Biserica de lemn „Sf. Ioan” este o biserică amplasată în Iliciovca, raionul Florești, Republica Moldova. Este un monument arhitectural de importanță națională inclus în Registrul monumentelor Republicii Moldova ocrotite de stat cu nr. 1372 (raionul Florești). Datează de la sf. sec. al XIX-lea.